# 드랭크생 노조미
드랭크생 노조미(ド・ランクザン望, Nozomi de Lencquesaing, 1991년 9월 4일 ~ )는 일본의 배우이다. 도쿄도 출신으로 카미노 레알 소속. 일본인과 프랑스인의 혼혈이다.